# Rudolf Günther (Theologe)
Rudolf Günther (* 6. Oktober 1859 in Liebenzell; † 17. Juli 1936 in Marburg) war ein deutscher evangelischer Pfarrer, Theologe und Hochschullehrer. Bekannter als durch seine Fachpublikationen ist er als Nachlassverwalter seiner Frau, der Schriftstellerin Agnes Günther.

## Leben
Günther besuchte die Evangelischen Seminare Maulbronn und Blaubeuren, um anschließend an der Universität Tübingen das Studium der Philosophie und Theologie aufzunehmen. 1882 legte er die 1. Dienstprüfung ab und wurde Stadtvikar in Stuttgart. Nach einer Studienreise durch Holland, Belgien, Schottland und Norddeutschland wurde er 1884 Pfarrer in Menton an der Côte d’Azur. Er kehrte jedoch schon 1885 in seine Heimat zurück, um Repetent an der Universität Tübingen zu werden. 1887 ging er als Diakon nach Blaubeuren. Von 1891 bis 1907 amtierte er als Stadtpfarrer in Langenburg und als Dekan des Kirchenbezirks Langenburg.
1907 habilitierte Günther sich an der Universität Marburg und trat dort eine Stelle als besoldeter Privatdozent für kirchliche Kunst an. 1916 wurde er zum Professor ernannt. Er las bis zu seiner Beurlaubung aus gesundheitlichen Gründen im Jahr 1921.

## Familie
Günther war ein Sohn des Pfarrers Rudolf Friedrich Günther (1823–1902). 1887 heiratete er Agnes Breuning (1863–1911), die Tochter eines Stuttgarter Bankiers. Aus der Ehe gingen zwei Söhne hervor, Gerhard (* 1889) und Albrecht Erich (* 1893), die beide in der Weimarer Republik als konservative Publizisten hervortraten. In zweiter Ehe heiratete er Emilie Elisabeth Erna de Terra (1889–1960).

## Werk
Günther hat nur wenig veröffentlicht. In seiner Zeit als Pfarrer veröffentlichte er einige Leichenpredigten sowie Aufsätze zur württembergischen Kirchengeschichte; in der Marburger Zeit zwei Monografien über Matthias Grünewald, den Isenheimer und den Genter Altar. Dazu gab er 1911 unter dem Titel Brunnenrast postum ausgewählte Predigten des Pfarrers und Dichters Adolf Schmitthenner heraus. Beachtung fand auch sein Entwurf eines Gesangbuches für die evangelische Kirche im Württemberg von 1906.
Besondere Bedeutung hat Günther als Verwalter des Nachlasses seiner Frau Agnes. Sie hatte im Auftrag der Fürstenfamilie Hohenlohe-Langenburg das Historiendrama Alt Langenburg geschrieben, das 1905 von einer Laiengruppe aufgeführt wurde. 1906 folgte das Stück Die Hexe, die eine Heilige war, das die Hexenverfolgungen in Langenburg von 1668 bis 1672 thematisierte. Ihr Mann unterstützte sie bei ihren Archivstudien. Der einzige Roman Die Heilige und ihr Narr, bereits in Langenburg begonnen und in Marburg kurz vor ihrem frühen Tod beendet, wurde von Karl Josef Friedrich, einem Studienfreund ihres Sohns Gerhard, für die Veröffentlichung bearbeitet. Nach dem unerwartet großen Erfolg des Historienromans veröffentlichte Rudolf Günther 1913 auch das bisher ungedruckte Drama Die Hexe, die eine Heilige war, 1936 auch weitere Werke aus ihrem Nachlass.

## Schriften (Auswahl)
- Geschichte des evangelischen Gottesdienstes und seiner Ordnungen in Hohenlohe. In: Blätter für württembergische Kirchengeschichte N.F. 1 (1897), S. 1–24. 49–74.
- Zur kirchlichen und theologischen Charakteristik des Johannes Brenz. In: Blätter für württembergische Kirchengeschichte N.F. 3 (1899), S. 65–89. 145–170.
- Entwurf eines Gesangbuches für die evangelische Kirche im Württemberg. Gundert, Stuttgart 1906.
- Carl Weizsäcker als Prediger. In: Monatsschrift für Pastoraltheologie 4 (1907).
- Die Bilder des Genter und des Isenheimer Altars. Ihre Geschichte und Deutung. Zwei Bände. Dieterich Leipzig 1923–1924.
- Das Martyrium des Einsiedlers von Mainz. Ein verlorenes Gemälde Grünewalds; mit Erläuterungen des Gegenständlichen in Grünewalds Kunst. Matthias-Grünewald-Verlag, Mainz 1925.

Als Herausgeber
- Adolf Schmitthenner: Brunnenrast. Predigten. Verlag für Volkskunst, Stuttgart 1911.
- Agnes Günther: Von der Hexe die eine Heilige war. Verlag der Christlichen Welt, Marburg 1913 (Projekt Gutenberg).
- Unter dem Schleier der Gisela. Aus Agnes Günthers Leben und Schaffen. J. F. Steinkopf, Stuttgart 1936.